# 卡爾納赫

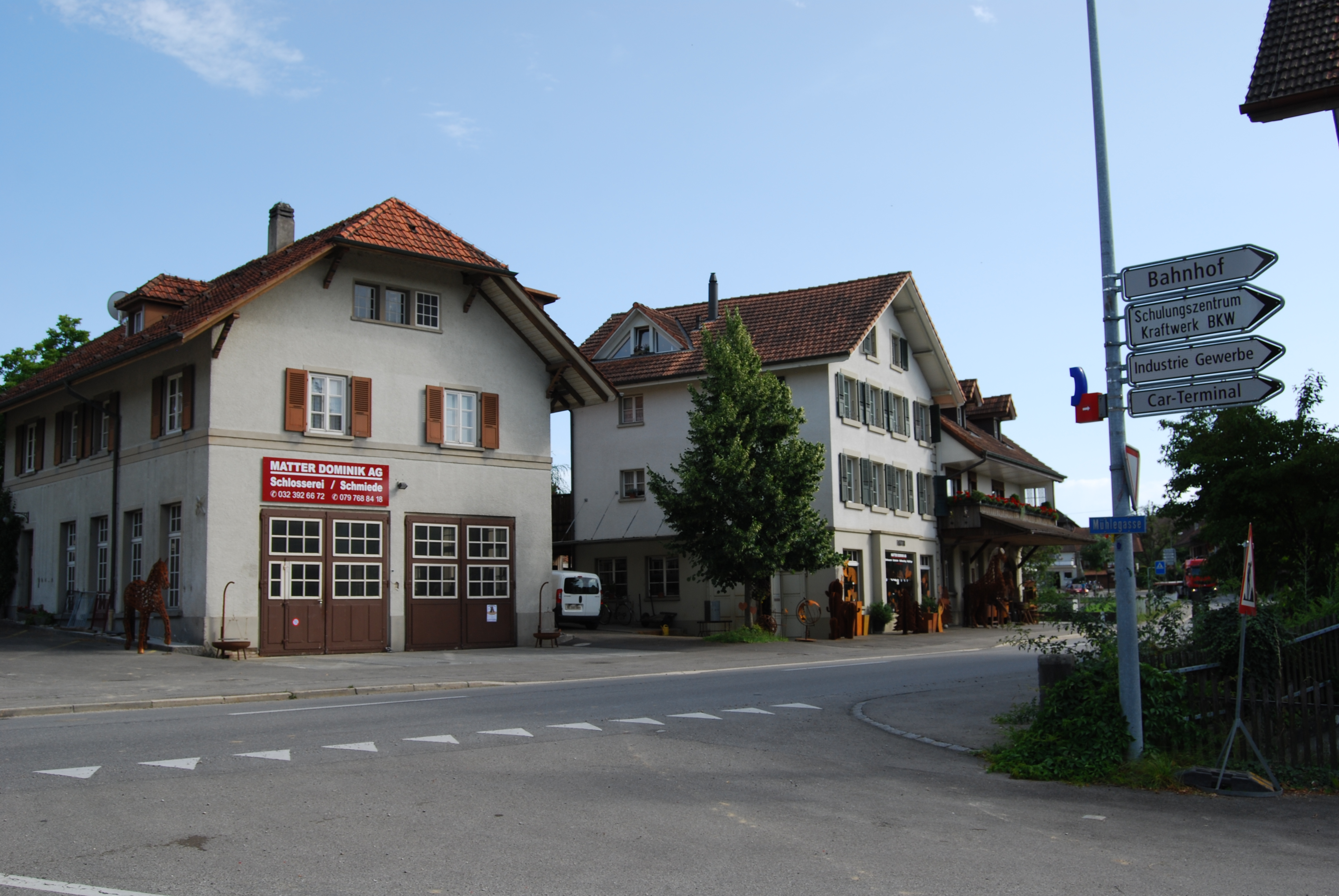

卡爾納赫是瑞士的城鎮，位於該國中西部，由伯恩州負責管轄，面積15.18平方公里，海拔高度445米，2011年人口1,858，八成人口信奉基督教，人口密度每平方公里122人。